# 승화 (심리학)

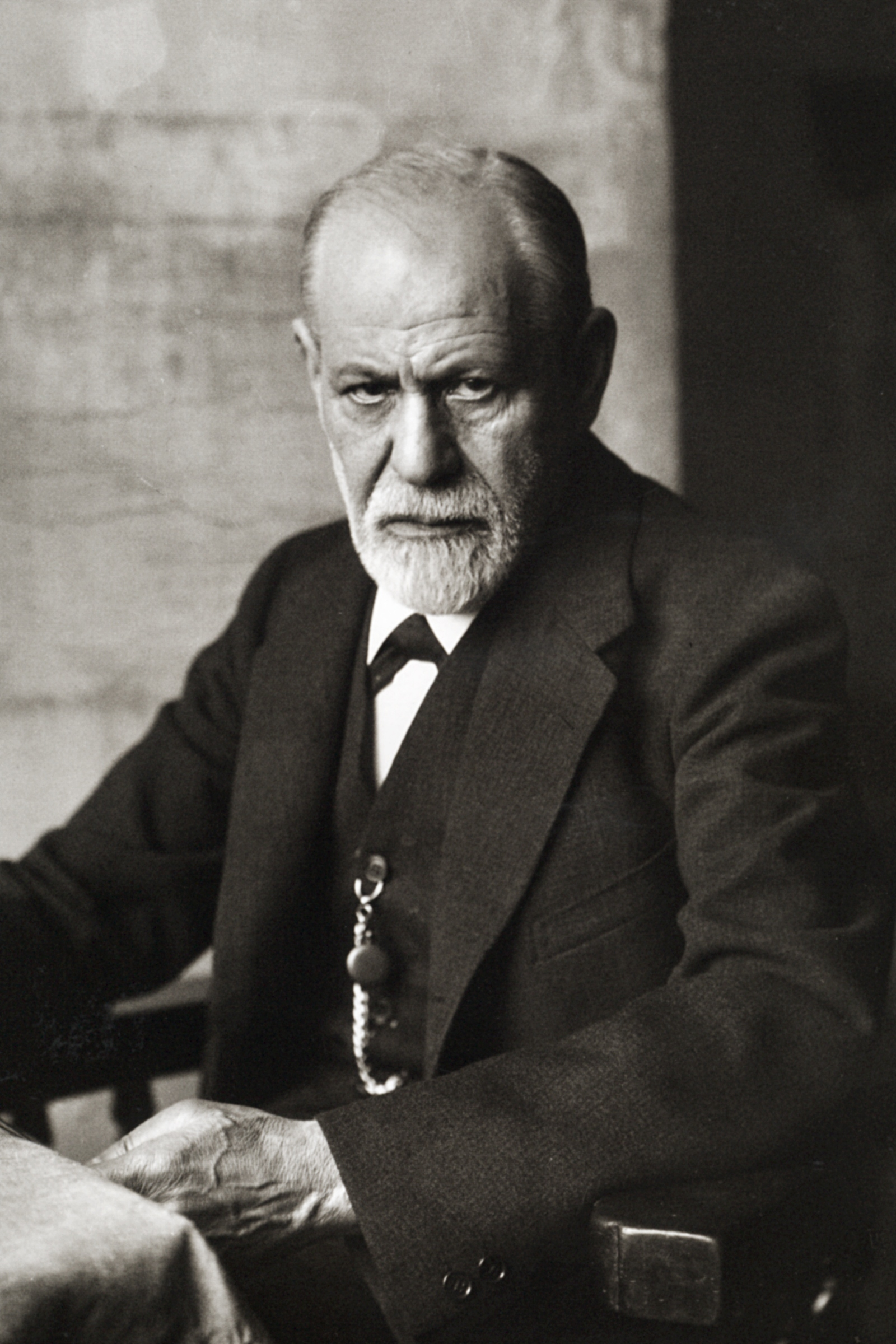
지그문트 프로이트(Sigmund Freud)(1926)

승화(昇華, Sublimation)는 심리학에서 말하는 성숙형(mature type) 방어기제(defense mechanism) 중 하나로, 사회적으로 용인되지 않는 충동(impulse)이나 이상화(idealization), 욕구를 사회적으로 용인되는 행동이나 행위로 변형하여, 결국 먼저 가지고 있었던 충동을 장기적으로 개조하는 것을 말한다. 공격성이 큰 사람이 격투기 선수가 되거나 부정적 성향이 강한 사람이 본인의 성향으로 시를 남기는 게 그 예다.
지그문트 프로이트(Sigmund Freud)는 승화가 성숙(maturity)과 문명화(civilization)의 신호이며, 사람이 문화적으로 용인되는 방식으로 정상적으로 기능하게 한다. 그는 승화가 성적 본능(sexual instinct)을 고도의 사회적 가치의 행동으로 어긋나게 하여, "문화적 발전의 현저한 특성으로, 그것은 과학적, 예술적, 이념적으로 고도의 정신적 활동이 문명화된 삶의 '중요한' 부분으로 역할할 수 있도록 만드는 것(an especially conspicuous feature of cultural development; it is what makes it possible for higher psychical activities, scientific, artistic or ideological, to play such an 'important' part in civilized life.)"이라고 보았다.
여러 심리학 교과서 역시 비슷한 관점을 제시하면서, 승화란 "고통스러운 욕구를 용인되는 형태로 번역하는 것(translating a distressing desire into an acceptable form)"이라고 말한다. 전위(displacement)가 "성적이고 공격적인 에너지를 문화적으로 용인되면서도 사람들이 선호하는 행동으로의 변형(the transformation of sexual or aggressive energies into culturally acceptable, even admirable, behaviors)"이 되고 "미술 창작이나 발명처럼 고도의 문화적 혹은 사회적으로 유용한 목적으로 작용(serves a higher cultural or socially useful purpose, as in the creation of art or inventions)"할 때에 승화가 일어난다.

## 같이 읽어 볼 방어기제 목록
- 합리화
- 주지화
- 방어기제
- 부정